# Districte de Küssnacht
El districte de Küssnacht és un dels sis districtes del Cantó de Schwyz (Suïssa). Té 11870 habitants (cens de 2007) i una superfície de 36,2 km². Està format per 1 sol municipi i el cap del districte és Küssnacht

## Municipis
| Escut     | Nom       | Habitants (31.12.2004) | Superfície en km² | Núm. OFS |
| --------- | --------- | ---------------------- | ----------------- | -------- |
| Küssnacht | Küssnacht | 11.639                 | 36,2              | 1331     |
|           | Total     | 11.639                 | 36,2              | 0504     |